# Odhořívání
Odhořívání je vedle prohořívání jedním z druhů spalování. Zjednodušeně jde o stejný princip, jako u hoření svíčky. 
Hořlavý materiál z těla svíčky nebo jiného zařízení na povrchu oxiduje (hoří) a uvolňuje světelnou, resp. zejména tepelnou energii. Spotřebovávání paliva se děje rovnoměrně na povrchu. U svíčky se jedná o vosk, který taje a na knotu je hoří. U odhořívacích zařízení (kotlů) hoří vždy svrchní vrstva paliva. Tento princip umožňuje maximální využití paliva, vysokou energetickou účinnost a dlouhou dobu hoření. Je známý od pradávna, ale vyžaduje na rozdíl od klasických systémů (prohořívání) sofistikované zařízení, které umožní odhořívání jako účinný energetický proces. Účinnost spalování paliva v odhořívacích zařízeních je prakticky totožná jako ve zplyňovacích kotlích, kde proces zplyňování probíhá v zásobníku kotle nad žárovou tryskou. Fáze přeměny paliva v tepelnou energii je v odhořívacích zařízeních ovšem o mnoho jednodušší. Technologie odhořívacích zařízení je chráněna u dominantních výrobců evropským patentem.